# Thredbo

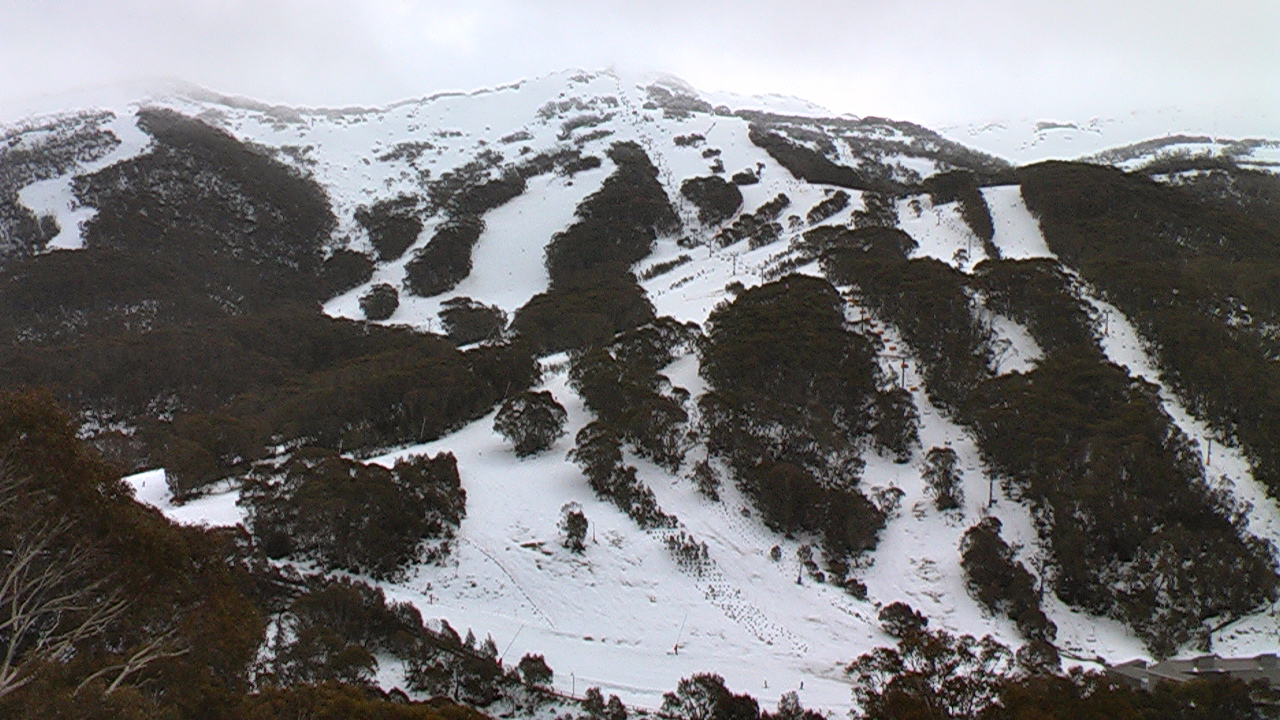
Thredbo.

Thredbo är en skidort i Snowy Mountains i New South Wales, Australien. Administrativt tillhör den Snowy River Shire. Thredbo ligger ungefär 500 kilometer söder om Sydney, via Alpine Way. Orten är byggd i en dal till Thredbofloden.
Orten har en permanent befolkning på omkring 3 000 invånare, men besöks under skidsäsongen av ungefär 700 000 besökare årligen. Under (den australiska) sommaren är orten ett populärt turistmål för sommarsporter och vandring. Under sommaren besöks den av ungefär 300 000 besökare årligen.